# يوهان لوكاس شونلاين
يوهان لوكاس شونلاين (بالألمانية: Johann Lukas Schönlein)‏ (و. 1793 – 1864 م) هو عالم نبات، وطبيب، وأستاذ جامعي من ألمانيا . ولد في بامبرغ.
توفي في بامبرغ ، عن عمر يناهز 71 عاماً.

## مناصب وهيئات
أدار جامعة فورتسبورغ، وجامعة زيورخ، وجامعة هومبولت في برلين.

## جوائز
حصل على جوائز منها:
- وسام الاستحقاق للفنون والعلوم
- Pour le Mérite.

## روابط خارجية
- يوهان لوكاس شونلاين على موقع الموسوعة البريطانية (الإنجليزية)